# Liste der Gemeindeverbände im Département Vosges
Das Département Vosges liegt in der Region Grand Est in Frankreich. Es untergliedert sich in 13 Gemeindeverbände.
Siehe auch: Liste der Gemeinden im Département Vosges

## Gemeindeverbände

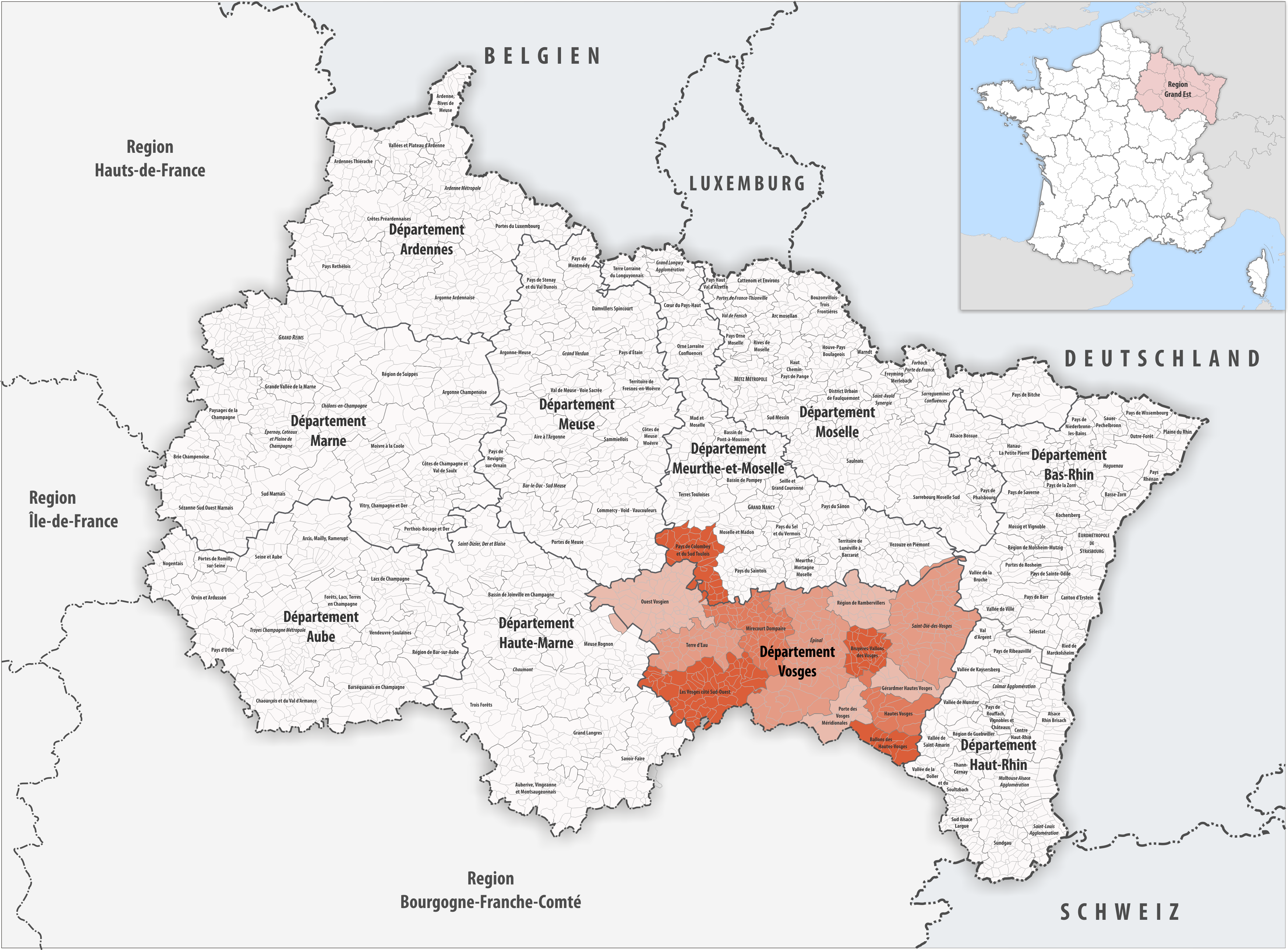
Gemeindeverbände im Département Vosges

| Gemeindeverband                    | Gemeinden im Départ./Verband | Einwohner 1. Januar 2022 | Fläche km² | Dichte Einw./km² | SIREN- Nummer | Rechtsform                 | Gründungsdatum    |
| ---------------------------------- | ---------------------------- | ------------------------ | ---------- | ---------------- | ------------- | -------------------------- | ----------------- |
| Ballons des Hautes-Vosges          | 8/8                          | 14.503                   | 194,45     | 75               | 200 033 868   | Communauté de communes     | 12. Oktober 2012  |
| Bruyères-Vallons des Vosges        | 34/34                        | 14.808                   | 220,03     | 67               | 200 042 000   | Communauté de communes     | 1. Januar 2014    |
| Épinal                             | 78/78                        | 110.099                  | 1.114,90   | 99               | 200 068 757   | Communauté d’agglomération | 1. Januar 2017    |
| Gérardmer Hautes Vosges            | 8/8                          | 13.990                   | 196,38     | 71               | 200 096 642   | Communauté de communes     | 1. Januar 2022    |
| Hautes Vosges                      | 14/14                        | 20.854                   | 305,24     | 68               | 200 096 634   | Communauté de communes     | 1. Januar 2017    |
| Les Vosges côté Sud-Ouest          | 60/60                        | 11.564                   | 693,59     | 17               | 200 068 773   | Communauté de communes     | 1. Januar 2017    |
| Mirecourt Dompaire                 | 76/76                        | 18.441                   | 473,74     | 39               | 200 068 369   | Communauté de communes     | 1. Januar 2017    |
| Ouest Vosgien                      | 68/69                        | 22.986                   | 728,45     | 32               | 200 068 559   | Communauté de communes     | 1. Januar 2017    |
| Pays de Colombey et du Sud Toulois | 1/38                         | 11.235                   | 371,83     | 30               | 245 400 510   | Communauté de communes     | 29. Dezember 2000 |
| Porte des Vosges Méridionales      | 10/10                        | 29.017                   | 262,77     | 110              | 200 068 377   | Communauté de communes     | 1. Januar 2017    |
| Région de Rambervillers            | 30/30                        | 12.833                   | 328,76     | 39               | 200 005 957   | Communauté de communes     | 16. November 2006 |
| Saint-Dié-des-Vosges               | 74/77                        | 72.973                   | 979,94     | 74               | 200 071 066   | Communauté d’agglomération | 1. Januar 2017    |
| Terre d’Eau                        | 45/45                        | 17.043                   | 415,22     | 41               | 200 068 682   | Communauté de communes     | 1. Januar 2017    |